# مزار (باقران)
مزار (بالإنجليزية: Mazar, South Khorasan)‏ هي مستوطنة تقع في إيران في قسم باقران الريفي. يقدر عدد سكانها بـ 33 نسمة .